# 잭 맥브레이어
잭 맥브레이어(Jack McBrayer, 1973년 5월 27일 ~ )는 미국의 배우이다.

## 작품 목록
- 스머프: 비밀의 숲 - 주책이 역(목소리)
- 주먹왕 랄프 2: 인터넷 속으로 - 펠릭스 역 (목소리)
- 완다가 간다 - 완다 역(목소리)